# Thermal
Thermal – jednostka osadnicza (CDP) w Stanach Zjednoczonych, w stanie Kalifornia, w hrabstwie Riverside. Miejscowość położona jest w regionie Doliny Coachella, znanym z gorącego, pustynnego klimatu oraz upraw rolnych, zwłaszcza palm daktylowych i warzyw. Nazwa "Thermal" nawiązuje do gorących źródeł, które występują w okolicy, a także do wysokich temperatur, które często przekraczają 40°C latem.  

## Historia
Thermal zostało założone na początku XX wieku jako osada rolnicza. Wraz z rozwojem systemów nawadniających, obszar ten stał się ważnym ośrodkiem produkcji rolnej. W latach 30. XX wieku do regionu zaczęli napływać migranci, głównie z Meksyku, którzy pracowali na polach uprawnych. Dziś Thermal jest zamieszkane przez zróżnicowaną społeczność, w której dominują osoby pochodzenia latynoskiego.  

## Geografia
Thermal leży na wysokości -42 metrów poniżej poziomu morza, co czyni je jednym z najniżej położonych miejsc w Stanach Zjednoczonych. Obszar ten charakteryzuje się suchym, pustynnym klimatem z niewielkimi opadami deszczu. W okolicy znajdują się liczne pola uprawne, które są nawadniane dzięki systemom irygacyjnym.  

## Demografia
Według spisu powszechnego z 2020 roku liczba ludności wynosiła 1 371 osób. Średni wiek mieszkańców to 37 lat, przy czym dla mężczyzn było to 30,1 lat, a dla kobiet 41,3 lat. Średni dochód gospodarstwa domowego wynosił 32 667 dolarów, a wskaźnik ubóstwa wynosił 30,07%. Większość mieszkańców to osoby pochodzenia latynoskiego, stanowiące około 90% populacji.  

## Gospodarka
Gospodarka Thermal opiera się głównie na rolnictwie. W okolicy uprawia się m.in. daktyle, winogrona, paprykę i sałatę. Wiele osób pracuje również w sektorze usługowym, zwłaszcza w związku z turystyką w pobliskiej Dolinie Coachella, która przyciąga odwiedzających dzięki festiwalom muzycznym, takim jak Coachella Valley Music and Arts Festival.  

## Transport
Thermal jest dobrze skomunikowane z resztą regionu dzięki drogom stanowym i autostradom. W pobliżu znajduje się również lotnisko Jacqueline Cochran Regional Airport, które obsługuje loty prywatne i towarowe.  

## Źródła
Thermal, California Population 2024. worldpopulationreview.com. [dostęp 2023-10-15]. – dane demograficzne.
United States Census Bureau. census.gov. [dostęp 2023-10-15]. – informacje o populacji i dochodach.
Geographic Names Information System (GNIS). usgs.gov. [dostęp 2023-10-15]. – dane geograficzne.
Jacqueline Cochran Regional Airport. rivcoed.org. [dostęp 2023-10-15]. – informacje o transporcie.